# Sant Cebrià de Vallalta
Sant Cebrià de Vallalta – gmina w Hiszpanii, w prowincji Barcelona, w Katalonii, o powierzchni 15,63 km². W 2011 roku gmina liczyła 3337 mieszkańców.